# Stiletto (Actionvideo)
Stiletto ist ein am 3. März 2009 auf DVD veröffentlichtes Actionvideo aus dem Jahr 2008. Die Premiere fand am 28. April 2008 auf dem Internationalen Film Festival in Newport Beach statt.

## Handlung
Zwei kriminelle Anführer treffen sich in einem Badehaus, um über das Geschäft zu sprechen. Plötzlich taucht eine Frau mit einem Springmesser auf, tötet den einen und lässt den anderen Anführer blutend zurück. Dieser überlebt und befiehlt seinen Männern und einem korrupten LAPD-Detektiv, die Frau aufzuspüren, die sich als seine Geliebte herausstellt.

## Kritik
Das Lexikon des internationalen Films urteilt, der Film sei „recht brutal, aber unter dem größtmöglichen Ausschluss von Wahrscheinlichkeit und innerer Logik entwickelt“.